# Goossen van Berkel
Goossen van Berkel was de zoon van Gerard van Berkel en heer van Asten  van 1417-1432.
Hij was schepen in 's-Hertogenbosch en hij verkocht in 1432 de heerlijkheid Asten aan Gerard van der Aa. In de overdrachtsstukken was sprake van een versterkt gedeelte, een woongedeelte, een hoeve, grachten en tuinen.